# GNewSense
gNewSenseは、フリーソフトウェア財団からの後援を受け開発されているDebianベースのコンピュータオペレーティングシステムである。その目標はユーザフレンドリ性を保ちつつ、（バイナリ・ブロブのような）プロプライエタリソフトウェアやフリーでないソフトウェアを全て除去することにある。フリーソフトウェア財団はgNewSenseを全面的に自由ソフトウェアで構成されているOSと認めている。
gNewSenseはプロプライエタリソフトウェアに対しては比較的厳しい姿勢をとっている。例えば、プロプライエタリソフトウェアのインストール方法を扱った文書なども排除している。

## 歴史
gNewSenseのプロジェクトは2006年にBrian BrazilとPaul O'Malleyが立ち上げたもので、元々はUbuntuベースであった。1.0リリース後、フリーソフトウェア財団の支援を受けるようになった。
2年間リリースがないため、2011年8月8日にDistroWatchはgNewSenseを "dormant" として分類した。2012年9月までにDistroWatchは状態を "active" に再び変更し、2013年8月6日にDebianを直接ベースにした最初のバージョンであるgNewSense 3 "Parkes" がリリースされた。
2021年4月、gNewsenseは削除された。

## 技術的観点

2007年から2013年まで使われたgNewSenseロゴ

デフォルトではgNewSenseはGNOMEを使っている。グラフィカルユーザインタフェースはXディスプレイマネージャやウィンドウマネージャなどのホストされたリポジトリを通じてインストール可能なデスクトップ環境をユーザーが選んでカスタマイズできる。
Ubiquityインストーラーにより、インストール前にコンピュータを再起動することなくLive CD環境内からハードディスクにインストールできる。
標準システムツール以外にも以下のようなソフトウェアが付属している:
- OpenOffice.org製品一式 - オフィススイート
- GNOME Web - インターネットブラウザ
- Empathy - インスタントメッセンジャー
- GIMP - 写真などのビットマップ画像用のグラフィック編集ツール
- GNUコンパイラコレクションなどのツール - デフォルトでインストールされるソフトウェア開発ツール

### インストール
オペレーティングシステムを起動しディスクにインストールするためにLive CDが使える。CDイメージはダウンロードで取得可能である。

### バージョン
gNewSenseには4つのメジャーリリースが存在する:
| バージョン                 | コードネーム | リリース日 | サポート期間 | ベース                     | サポートするアーキテクチャ   |
| -------------------------- | ------------ | ---------- | --- | -------------------------- | ---------------------------- |
| 1.0                        | DeltaD       | 2006-11-02 | 2008-05-01 | Ubuntu 6.06 "Dapper Drake" | N/A                          |
| 2.0                        | DeltaH       | 2008-04-30 | 2014-01-03 | Ubuntu 8.04 "Hardy Heron"  | N/A                          |
| 3.0                        | Parkes       | 2013-08-06 | style="background-color:#FDB3AB; " title="以前のバージョン、サポート終了" data-sort-value=" 2015-12-31"\| 2015-12-31 | Debian 6.0 "Squeeze"       | i386, amd64, Lemote Yeeloong |
| 4.0                        | Ucclia       | 2016-05-02 | 2018-05-31 | Debian 7 "Wheezy"          | i386, amd64, Lemote Yeeloong |
| サポート終了現行バージョン |              |            | |                            |                              |

## 他のディストリビューションとの比較
gNewSenseプロジェクトはフリーでないソフトウェアのリポジトリを提供せず、フリーでない文書や作品の多くは除去されている。gNewSenseはUbuntuをベースにしていたが、"Universe" パッケージ・リポジトリが有効になっていた。Mozilla Firefoxの修正に端を発した商標問題を避けるため、gNewSense 1.1はFirefoxを "BurningDog" とブランド名を変更した。同様の理由でBurningDogはAdobe Flashなどの様々なWebメディア用のフリーでないプラグインを提供しない。gNewSense 2.0はBurningDogを放棄しGNOMEのコンポーネントであるウェブブラウザEpiphany（後に "Web" と改名）をデフォルトのウェブブラウザとして採用したが、オプションとしてGNU IceCatをコンパイルし起動することを推奨しその手引きを用意した。gNewSense 3.0はWebをデフォルトのブラウザとするが、DebianのIceweaselをプロプライエタリなアドオンへのアクセスを提供しないよう修正したバージョンも用意した。
Debianも自由ソフトウェア主義のためにライセンスの要件や遵守については厳しいことで知られるLinuxディストリビューションである。DebianとgNewSenseは両方ともフリーでないソフトウェアやバイナリ・ブロブを厳密に排除しているが、Debianはフリーでないソフトウェアやファームウェアのバイナリを非公式なリポジトリで保守しホストしている。さらにDebianフリーソフトウェアは時々、Debian社会契約の第5条で述べられているように、フリーでないソフトウェアの使用はユーザー自身が情報に基づいて判断することが最も重要であるべきだという理論の元で、必要に応じてプロプライエタリソフトウェアのインストールについての依存や提案をする（Debianのプロジェクト管理は民主的なので、このような姿勢が頻発する論争の火種となるのを黙認してしまっている）。これに比べ、gNewSenseはフリーでないソフトウェア、ファームウェア、拡張、またはプラグインの使用への依存や提案をするパッケージは一切提供せず、さらにgNewSenseプロジェクトは、いかなる理由であってもプロプライエタリソフトウェアへの便宜を図るアクセスを提供しない。これらを提供することは自由ソフトウェアソリューション開発義務を撤回することになると考えているからである。Debian同様、gNewSenseのポリシーにより変更不可部分のあるGNU Free Documentation Licenseでライセンスされた文書を含むことができない。GNUプロジェクト自体がリリースしている多くのマニュアルや文書がこれに当たる。
gNewSenseは創設者かつ開発者のPaul O'Malleyが以前はUbuntuで作業をしていたため、最初はUbuntu（これ自体がDebianのフォークである）からのフォークであったが、gNewSense 3.0ディストリビューションはそのソフトウェアディストリビューションの基盤としてはDebianを追っていた。この理由の一つとしては、DebianプロジェクトがDebianの公式ディストリビューションに含まれる自由ソフトウェアと無料アクセスを提供するプロプライエタリソフトウェアとを入念に分離していることが挙げられる。実際に、（IceweaselやIcedoveのような）Debian固有のパッケージを含むgNewSenseへ移植されたパッケージの多くは、フリーでないソフトウェアオプションへの無料アクセスをもう提供しないよう単に修正しただけである。

## 制限
gNewSenseのリポジトリには自由ソフトウェアしか含まれていないため、（無線ネットワークカードのように）ファームウェアが必要だがフリーなファームウェアが存在しないハードウェアはサポートされない。
2008年5月1日、Mesa 3Dにライセンス問題が発生したため、3次元コンピュータグラフィックスとアプリケーションのサポートも除去された。2009年1月13日以降その問題が解決したため、2.2のリリースでは3次元コンピュータグラフィックスのサポートが復活した。

## 評価
2013年8月にgNewSense 3.0をレビューした時、DistroWatchのJesse Smithは、OpenOffice.org 3、（Linux-libre「ツール」をベースとする）Debianカーネルからブロブを取り除いた2.6.32 Linuxカーネル、Iceweasel 3.5およびGNOME 2.30を含む、提供されるアプリケーションの多くはかなり古くなっていると記した。Smithは以下の言葉でこのレビューを結論付けた:

一般的に言って、私はgNewSense 3.0に満足した。このディストリビューションはDebianをベースとしており、安定性と驚くべきパフォーマンスとを両方提供するため期待できる。このディストリビューションは贅肉を落とされ、高速で、そして散らかっていない。その反面、gNewSenseのシステムインストーラーとデフォルトパッケージ管理ツールは経験豊富なユーザーと連動しており、初心者であるLinuxユーザーにはおそらく険しい学習曲線を提供することになるだろう。多くは自動化されておらず、最低限手動で行うことが存在する。gNewSenseの主な特徴である、プロプライエタリソフトウェアがないということは諸刃の剣である。良い側面から見ると、このことはオペレーティングシステムを完全に検査でき、修正できさらに再配布できることを意味する。これはソフトウェア自由化の観点からは素晴らしいことである。このディストリビューションがほとんどのマルチメディアフォーマットと処理されたFlashコンテンツとをうまく公正にプレイできるという事実はフリーなオープンソースソフトウェアの力の誓約である。gNewSenseのソフトウェアポリシーと共に私がぶつかった唯一の問題は無線ネットワークカードに関しての事であった。ほとんどのディストリビューションはフリーでないインテルのファームウェアを組み込んでいるがgNewSenseはそれを含まないので、このことはgNewSenseディストリビューションが私のラップトップにはうまく合わないことを意味する。ただ私のデスクトップシステムには良く調和している。

リチャード・ストールマン（フリーソフトウェア財団の創設者および代表）は2010年1月にgNewSenseを使うと述べており、2014年4月の時点でも使っていた。それ以降、彼はTrisquelに乗り換えた。